# Galaxia del Girasol
La Galaxia del Girasol (también conocida como Galaxia espiral M63, Objeto Messier 63, Messier 63, M63 o NGC 5055) es una galaxia espiral de la constelación de Canes Venatici. Fue descubierta por Pierre Méchain en 1779. La Galaxia del Girasol aparentemente forma parte de un grupo con la Galaxia Remolino y algunas galaxias pequeñas; el Grupo M51.
Cómo NGC 2841 es un excelente ejemplo de "galaxia espiral floculenta" en las cuales la estructura espiral está formada por multitud de segmentos de brazos espirales.
M63 cuenta con un pseudobulbo, y también es notable la existencia de un enorme pero débil arco de estrellas que se interpreta cómo los restos de una galaxia menor que fue absorbida por ella hace alrededor de 5 mil millones de años.

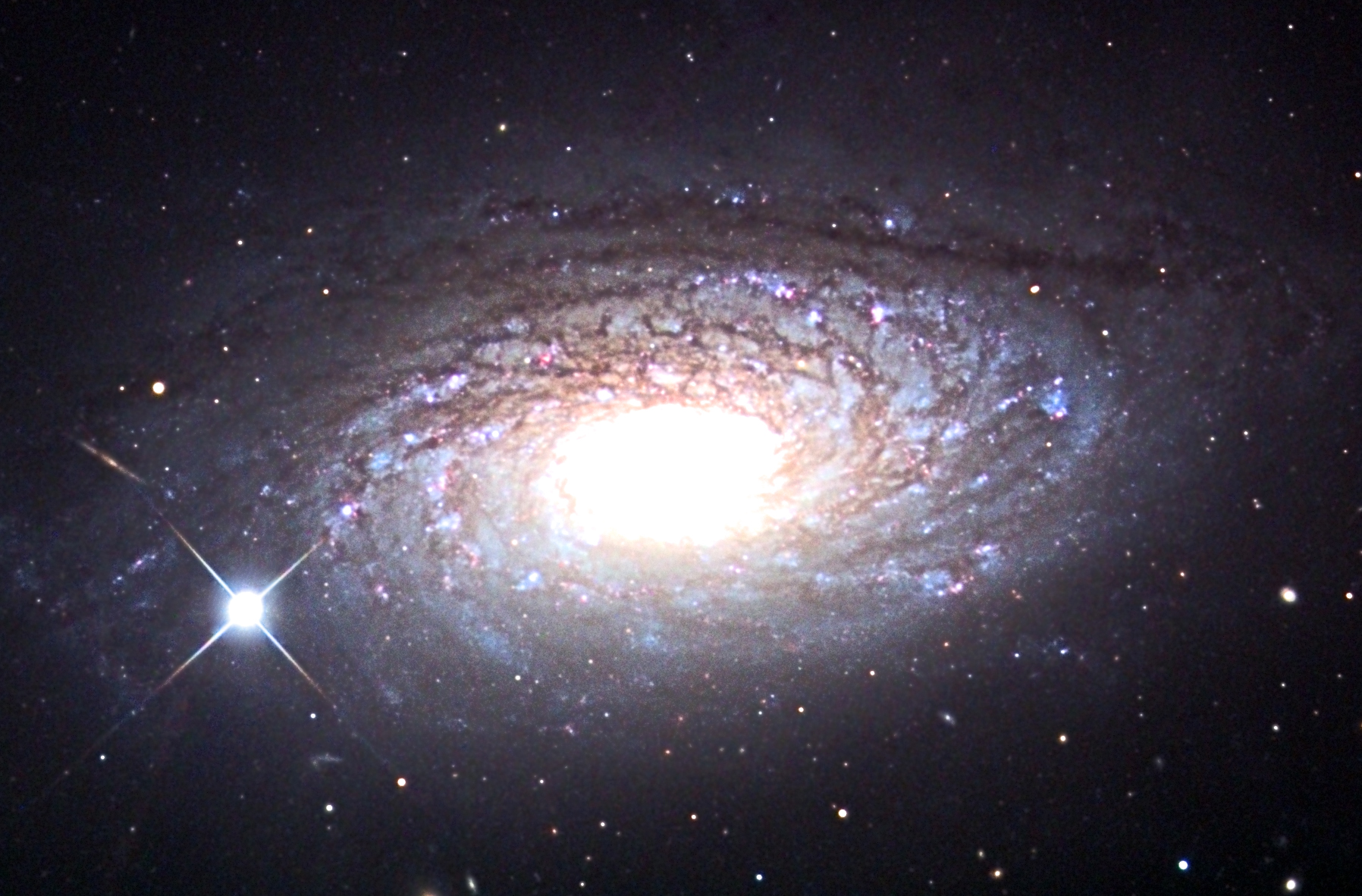
Galaxia espiral M63.

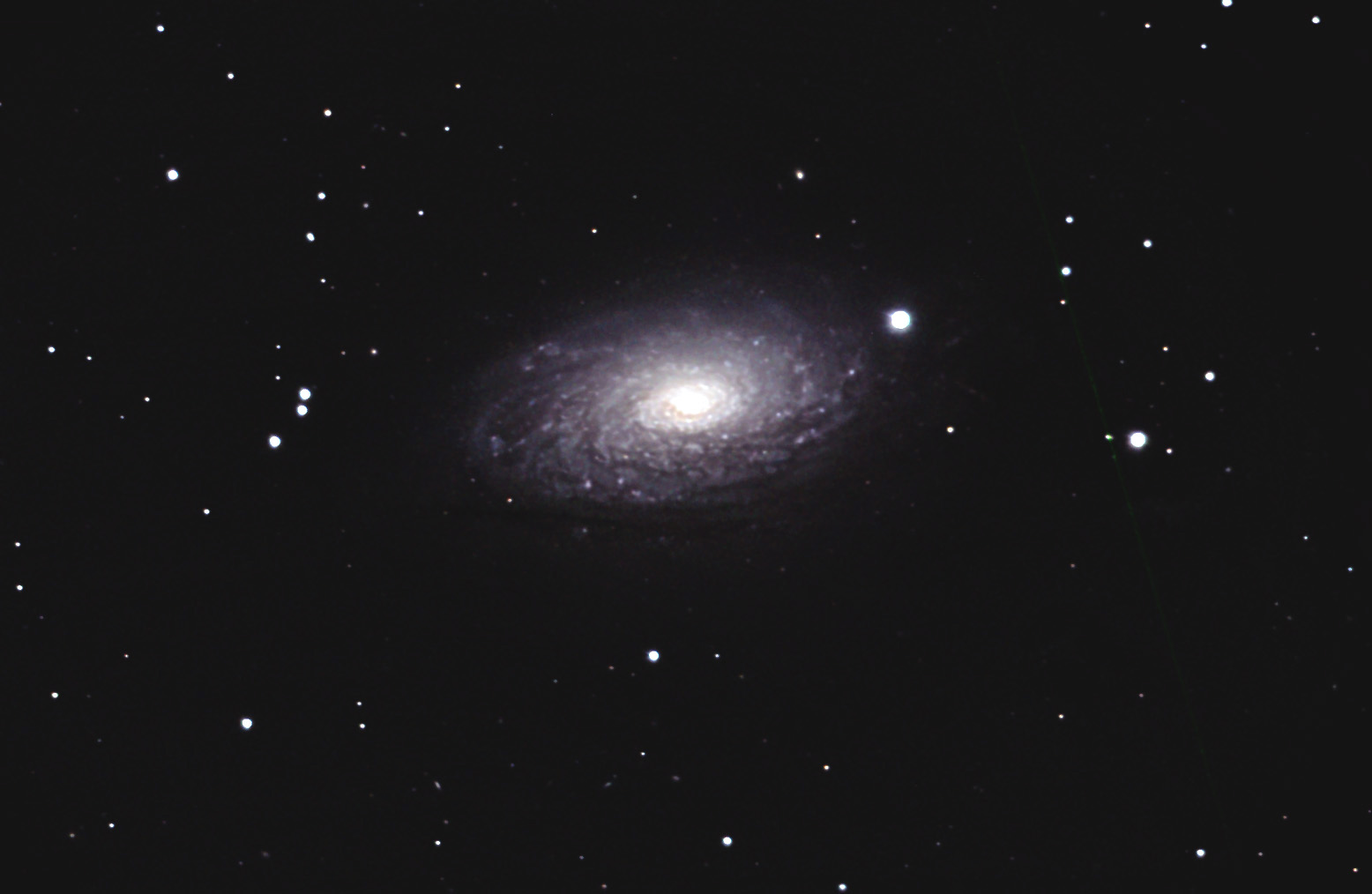
Otra imagen de M63.